# Taedium vitae
Das Taedium vitae (lat.: Lebensekel, Lebensüberdruss) ist ein vom römischen Philosophen Seneca, einem Stoiker, geprägter Begriff, der in der Psychoanalyse den Verlust oder die Verminderung der Lebensfreude bei depressiven Syndromen bezeichnet.
Goethe verarbeitet das Taedium vitae als Teil seines eigenen Lebensgefühls und als Epochenphänomen in Die Leiden des jungen Werthers und in Dichtung und Wahrheit.
Taedium vitae ist außerdem der Titel einer Erzählung von Hermann Hesse (1908) und eines Gedichts von Oscar Wilde.